# كولاجين النوع الأول
كولاجين النوع الأول هو الكولاجين الأكثر وفرة في جسم الإنسان. يُشكل أليافًا حمضية كبيرة تُعرف باسم ألياف الكولاجين. يوجد النوع الأول من الكولاجين في النسيج الندبي، تنتج الصورة النهائية منه عندما تلتئم الأنسجة عن طريق التصليح وكذلك الأوتار والأربطة وبطانة اللييفات العضلية والجزء العضوي من العظام والأدمة والعاج والأغلفة الغشائية للأعضاء.